# Dinosaur Jr.
Dinosaur Jr. – amerykańska grupa indierockowa ze stanu Massachusetts. W jej skład wchodzili J Mascis (wokal, gitara), Lou Barlow (gitara basowa; później w Sebadoh) i Murph (perkusja). Grupa łączyła hardcore, noise rock spod znaku Sonic Youth, heavy metal i melodyjny hard rock w stylu Neila Younga, kładąc zarazem podwaliny lo-fi.

## Dyskografia

### Albumy studyjne
| Rok  | Tytuł                          | Wytwórnia                                              |
| ---- | ------------------------------ | ------------------------------------------------------ |
| 1985 | Dinosaur                       | Homestead (ponownie wydany w 2005 przez Merge Records) |
| 1987 | You’re Living All Over Me      | SST (ponownie wydany w 2005 przez Merge Records)       |
| 1988 | Bug                            | SST (ponownie wydany w 2005 przez Merge Records)       |
| 1991 | Green Mind                     | Blanco y Negro / Sire                                  |
| 1993 | Where You Been                 | Blanco y Negro / Sire                                  |
| 1994 | Without a Sound                | Blanco y Negro / Sire                                  |
| 1997 | Hand It Over                   | Blanco y Negro / Sire                                  |
| 2007 | Beyond                         | Fat Possum Records                                     |
| 2009 | Farm                           | Jagjaguwar                                             |
| 2012 | I Bet on Sky                   | Jagjaguwar                                             |
| 2016 | Give a Glimpse of What Yer Not | Jagjaguwar                                             |
| 2021 | Sweep It Into Space            | Jagjaguwar                                             |

### Płyty krótkogrające i single
| Rok  | Tytuł                   | Wytwórnia             |
| ---- | ----------------------- | --------------------- |
| 1987 | Keep The Glove          | SST                   |
| 1987 | Little Fury Things      | SST                   |
| 1988 | Freak Scene             | SST                   |
| 1989 | Just Like Heaven        | SST                   |
| 1991 | The Wagon               | Blanco y Negro / Sire |
| 1991 | Whatever's Cool With Me | Blanco y Negro / Sire |
| 1993 | Start Choppin'          | Blanco y Negro / Sire |
| 1993 | Out There               | Blanco y Negro / Sire |
| 1994 | Feel The Pain           | Blanco y Negro / Sire |
| 1995 | I Don't Think So        | Blanco y Negro / Sire |
| 1997 | Take A Run At The Sun   | Blanco y Negro / Sire |

### Kompilacje
| Rok  | Tytuł                                         | Wytwórnia |
| ---- | --------------------------------------------- | --------- |
| 1991 | Fossils                                       | SST       |
| 2000 | BBC: In Session                               | Fuel 2000 |
| 2001 | Ear-Bleeding Country: The Best of Dinosaur Jr | Rhino     |